# Första vertikalen

Himmelssfären sedd av en observatör på jorden. Horisonten (blå storcirkel) går genom nord-, syd-, ost- och västpunkterna (punkterna N, S, E och W), meridianen (röd storcirkel) genom N, S, nadir(Nd) och zenit(Z), medan första vertikalen (orange storcirkel) går genom E, W, Nd och Z.

Med den första vertikalen avses inom astronomi och geodesi den storcirkel på himmelssfären som går genom zenit, nadir, ostpunkten och västpunkten. Den bildar rät vinkel mot meridianen i zenit och nadir, samt rät vinkel mot horisonten i ost- och västpunkterna.
I ett horisontellt ortogonalt koordinatsystem i vilket xy-planet motsvaras av horisontalplanet och xz-planet av meridianplanet motsvarar alltså den första vertikalens plan yz-planet.
Inom navigation har första vertikalen främst använts vid bestämning av longitud, eftersom ett fel i observatörens latitudbestämning (erhållet genom exempelvis död räkning) spelar ganska liten roll för skillnaden i altitud för en himlakropp vid första vertikalen.